# Renault Altica
El Renault Altica es un prototipo de automóvil desarrollado por la marca de automóviles Renault y presentado en el salón del automóvil de Ginebra de 2006.

## Características
Posee un motor 2.0 litros diésel dCi y una transmisión de seis velocidades.